# پرنسس بابلگام
پرنسس بانیبل بابلگام (به انگلیسی: Princess Bubblegum) (که با نام‌های بانی یا پی‌بی، و گهگاهی پیبلز یا پی-بابز نیز شناخته می‌شود) یک شخصیت داستانی از انیمیشن سریالی وقت ماجراجویی و فرنچایز آن، خلق گردیده توسط پندلتن وارد می‌باشد. صداپیشگی این شخصیت را هایدن والش انجام داده‌است. 